# Giovanni Battista di Quadro

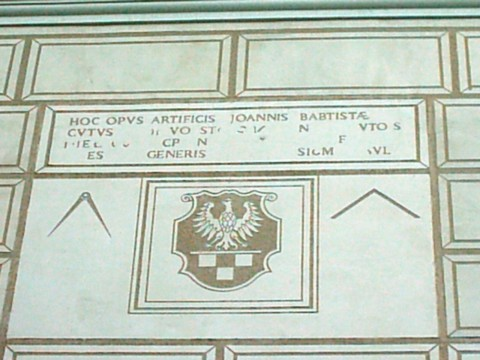
Gmerk G.B. di Quadro na poznańskim ratuszu

Giovanni Battista di Quadro (pol. Jan Baptysta Quadro, łac. Joannes Baptista Quadro) (zm. między 10 kwietnia 1590 a 16 stycznia 1591 w Poznaniu) – włosko-polski architekt renesansowy, autor m.in. renesansowej przebudowy poznańskiego ratusza.

## Życiorys
Pochodził prawdopodobnie z Ponte Tresa koło Lugano, Tessyn (Szwajcaria), na pograniczu włosko-szwajcarskim. Był jednym z najwybitniejszych tesyńskich architektów renesansu z okolic Como (komaskowie) w Europie Środkowej. Do 1550 prawdopodobnie pracował w Saksonii i na Śląsku.
W dniu 13 marca 1550 podpisał z radą miasta Poznania kontrakt na przebudowę ratusza. W 1551 za zgodą tejże rady przebywał w Płocku jako rzeczoznawca budowlany (prawdopodobnie w sprawie przebudowy katedry). W tym samym roku przed sądem w Poznaniu toczyła się sprawa z powództwa biskupa poznańskiego Benedykta Izdbieńskiego o niedotrzymanie terminów umowy o budowę zamku biskupiego w Krobi. W 1552 G.B. di Quadro objął funkcję architekta miejskiego w Poznaniu i sprawował ją do 1562, wypłaty z miejskiej kasy przeznaczone dla tego architekta odnotowano również w 1563, 1566, 1567 i 1570. Wykonywał wówczas różnorakie prace na rzecz miasta, mieszczan i szlachty oraz duchowieństwa w Poznaniu i prawdopodobnie również w innych częściach Wielkopolski. W latach 1568–1572 pracował przy przebudowie Zamku Królewskiego w Warszawie. Jego żoną była poznańska mieszczka Barbara Sztametówna (zm. 1603).
Korzystne zlecenia sprawiły, że zgromadził spory majątek. Był właścicielem kilku nieruchomości w Poznaniu: kamienic przy Rynku 84 i ul. Wrocławskiej 11, a także cegielni, łaźni i winiarni mieszczących się w rynku. W 1575 wycofał się z działalności zawodowej, a jego fortunę pochłonęły procesy o długi. Zmarł w zapomnieniu w przyznanym mu przez Poznań wykuszu przy ul. Masztalarskiej.

## Zrealizowane projekty
Jego zachowane dzieła to:
- Ratusz w Poznaniu (1550 -1560)
- nagrobek bp. Adama Konarskiego w poznańskiej katedrze
- budynek wagi miejskiej w Poznaniu (renesansowa przebudowa 1563 i remont w 1573, w 1890 budynek został rozebrany, odbudowany po II wojnie światowej)
- Ratusz w Krobi.

Do naszych czasów nie zachowały się:
- kamienice w Poznaniu:
  - Stary Rynek 84 (po 1554)
  - ul. Ślusarska (1559)
  - Stary Rynek 39 (1561)
  - Stary Rynek 81 (1563)
  - Stary Rynek 52 (przed 1579)
  - pl. Kolegiacki (od 1568, jednak nieukończona. Renowacja według przypuszczalnego projektu w 1958 – 1960)

- Zamek Królewski w Warszawie (1568 – 1572)
- siedziba zgromadzenia księży św. Stanisława przy ul. Za Bramką (1571 – 1574)
- drobne prace w poznańskiej katedrze.

Przypuszczalne prace – zachowane i niezachowane (na podstawie analizy stylu bądź nieweryfikowalnych dokumentów):
- kaplica Kościeleckich w Kościelcu koło Inowrocławia (około 1559)
- kamienica przy ul Wrocławskiej 11 w Poznaniu
- brama i wieża mostu na Łacinie (obecnie Poznań) (1560)
- remont wieży nieistniejącego już kościoła św. Marii Magdaleny w Poznaniu
- postrzygalnia w Poznaniu
- sukiennice w Poznaniu
- smatruz w Poznaniu (1563)
- Kolegium jezuickie w Poznaniu (1572).

W latach 1550 – 1552 w Poznaniu pracowali również, jako muratorzy, bracia Jana Baptysty:
- Antoni di Quadro z Lugano
- Gabriel di Quadro z Lugano
- Kilian di Quadro z Lugano.

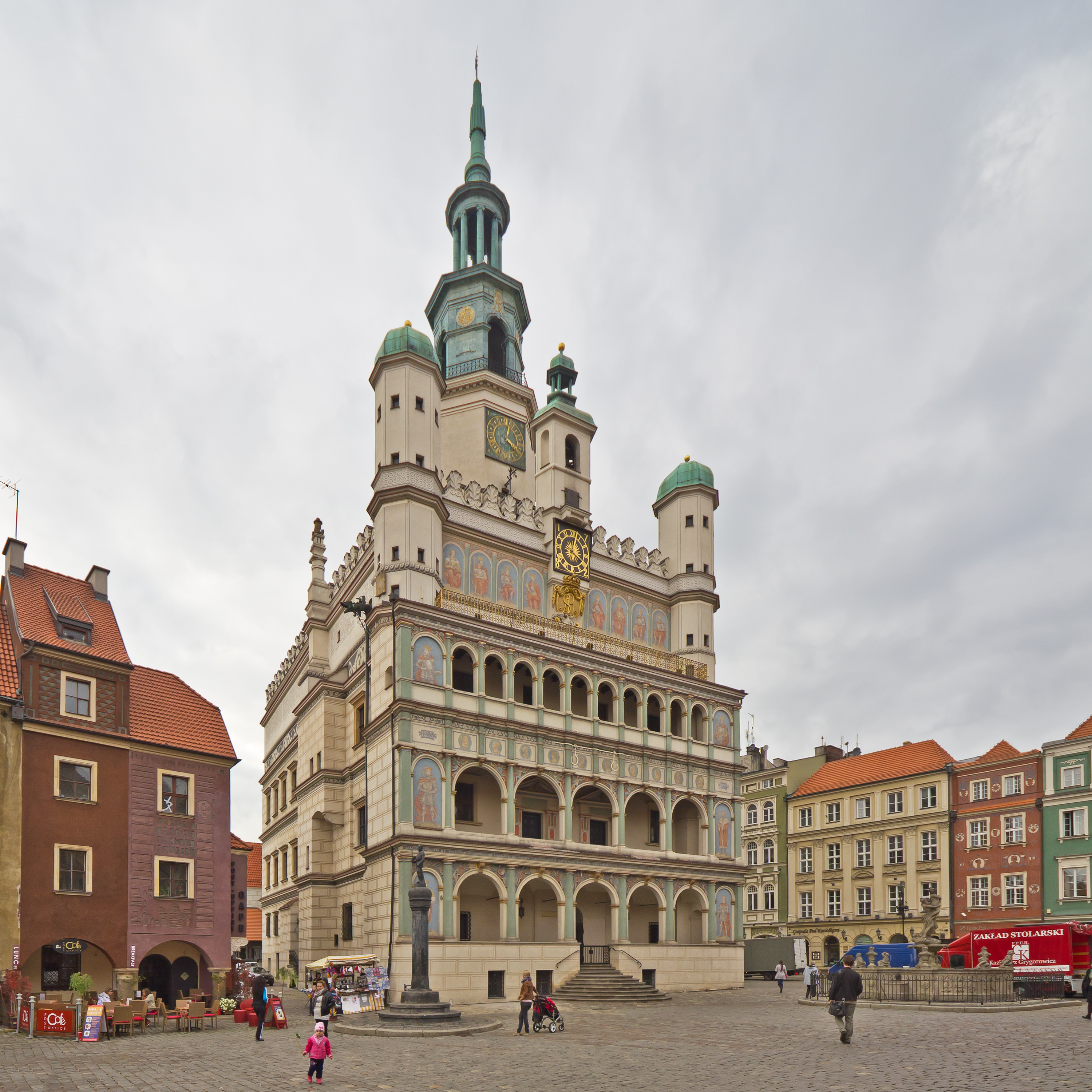
Poznań – Ratusz
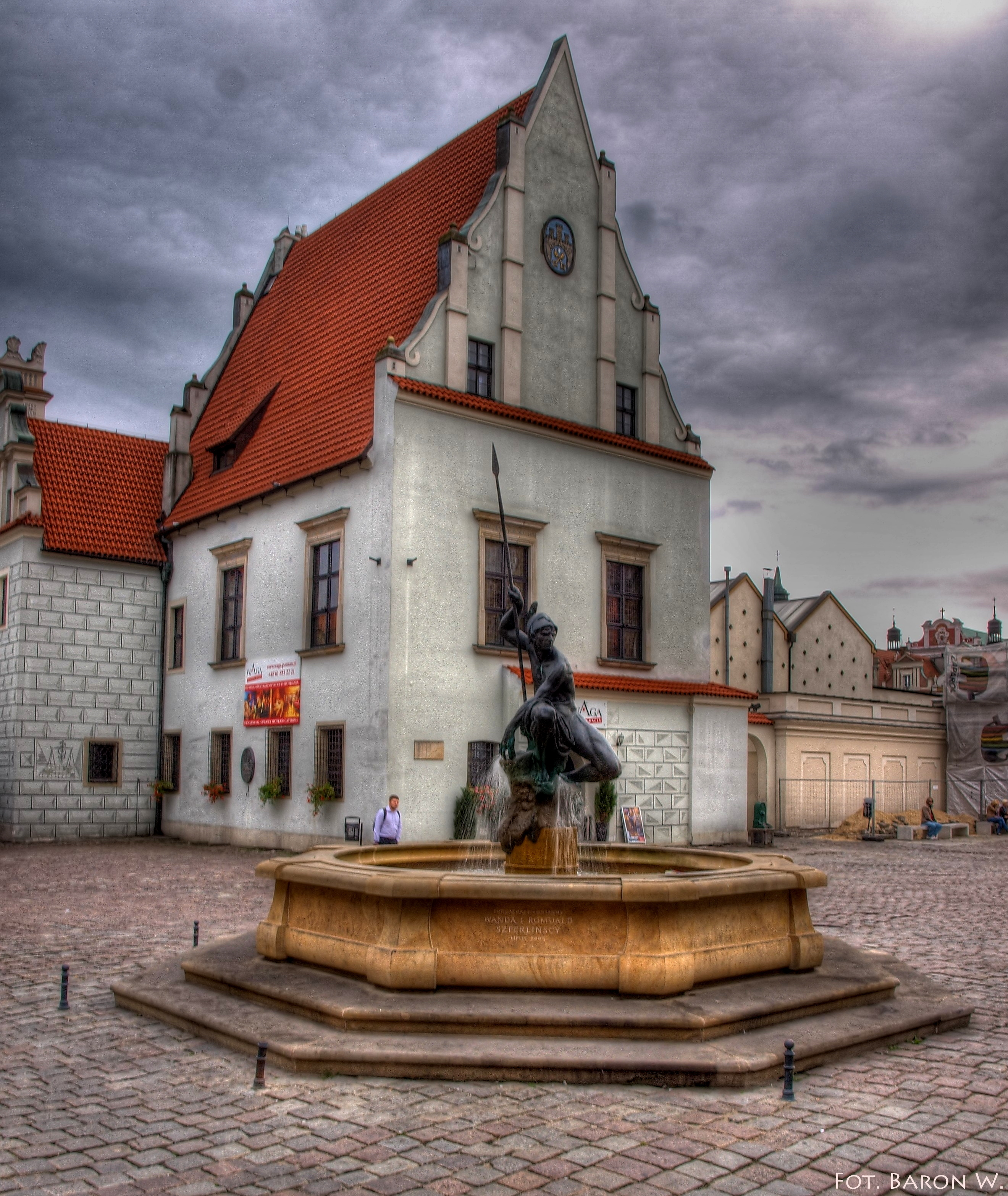
Poznań – Waga miejska